# Maria d'Avalos
Maria d'Avalos (Napoli, 1562 – Napoli, 17 ottobre 1590) è stata una nobildonna italiana e membro della nobiltà del Regno di Napoli del tardo Rinascimento.

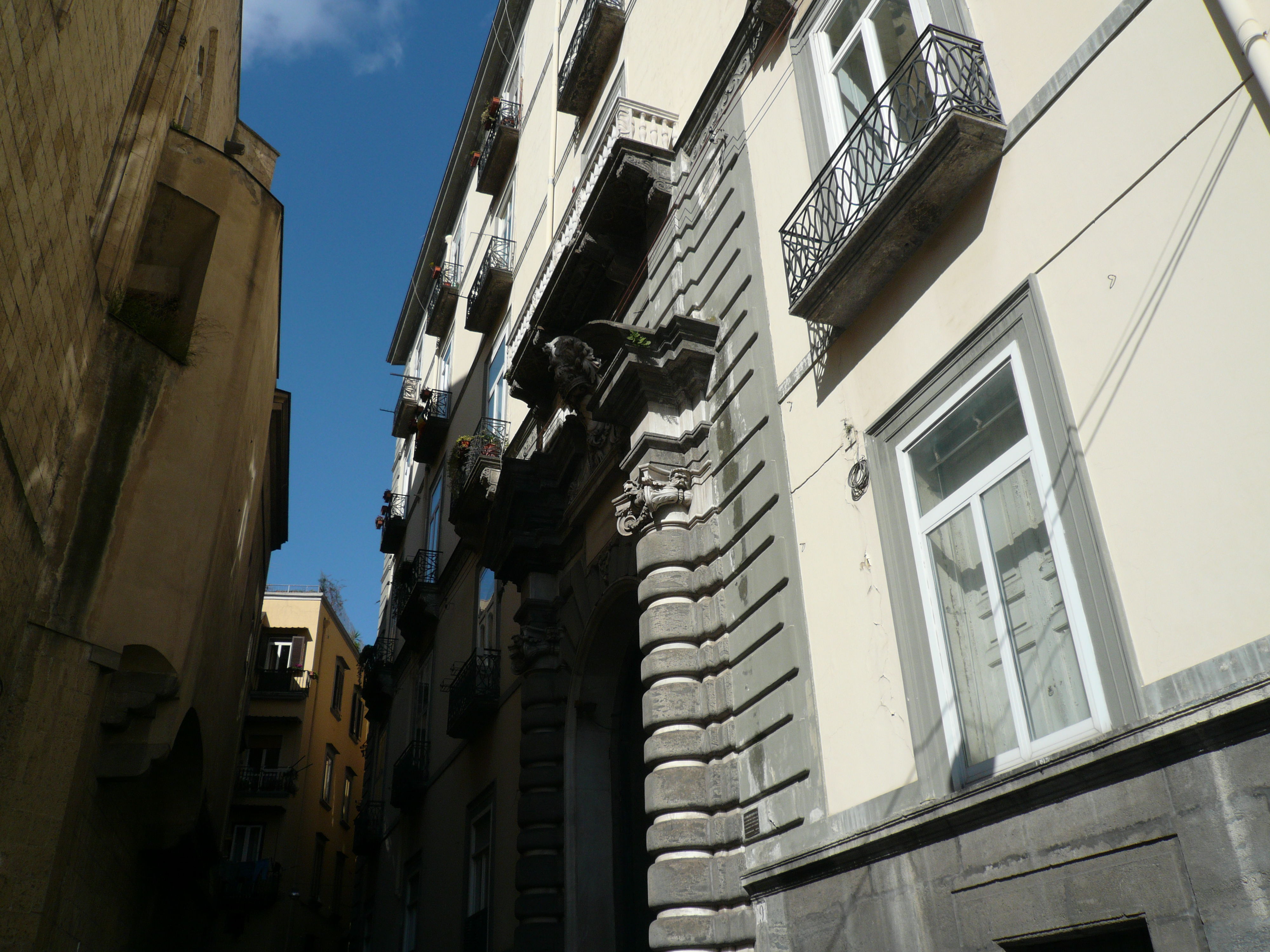
Palazzo di Sangro, dimora di Carlo e Maria, dove avvenne l'omicidio.

Il suo assassinio, compiuto da sicari inviati da suo marito, il principe e compositore Carlo Gesualdo, è rimasto famoso nelle cronache napoletane.

## Biografia
Figlia di Carlo d'Avalos, principe di Montesarchio, e di Sveva Gesualdo, principessa di Venosa, Maria d'Avalos apparteneva a una delle più prestigiose famiglie del nobiltà napoletana.

### Primi matrimoni
Maria aveva solo tredici anni quando sposò il suo primo marito, il principe Federico Carafa. Da quest'unione nacquero due figli: Ferdinando, morto in età infantile, e Beatrice, che si spense all'età di dodici anni.
Rimasta vedova nel 1581, sposò in seconde nozze il figlio maggiore di una nobile famiglia siciliana, Alfonso Gioieni. Il matrimonio ebbe luogo nel 1583, ma il suo nuovo marito morì nel 1585. Maria si ritirò a quel punto sull'isola di Ischia, dove rimase fino a quando non fu trovato un nuovo spasimante per lei.

### Una bella dama e uno spirito libero
Maria d'Avalos sposò il principe Carlo Gesualdo di Venosa, il 28 aprile 1586. Questo terzo marito, più giovane di lei di quattro anni, era anche suo cugino di primo grado. Infatti, la madre di Maria non era altro che la sorella di Fabrizio Gesualdo, il padre di Carlo. Questa relazione molto stretta rese necessaria l'emissione di una dispensa papale ad opera di papa Sisto V.
All'età di circa ventiquattro anni, la giovane era famosa a Napoli per la sua straordinaria bellezza. Tuttavia, la scelta del principe di Venosa fu motivata dal fatto che Maria, "avendo avuto due mariti in precedenza, aveva dato sufficienti segni di fertilità". Strettamente imparentato con la famiglia dei d'Avalos, Torquato Tasso conobbe personalmente la nobildonna, la cui unione celebrò in un sonetto che termina con questi versi.
I "segni di fecondità" non furono smentiti e Maria diede alla luce un figlio, di nome Emanuele, nel 1587 (o 1588).

### Adulterio e morte
Pare che la coppia formata da Carlo e Maria visse in maniera felice per due o tre anni, ovvero per Cecil Gray il tempo massimo entro cui Maria riuscì a sopportare l'unione, durante la quale stava vivendo i suoi primi anni Emanuele; nei mesi che anticiparono la morte, tuttavia, l'uomo assunse l'abitudine di picchiare e insultare la consorte.
La relazione col tempo s'incancrenì e Gesualdo cominciò a diventare sospettoso nei confronti della moglie. Maria d'Avalos si concesse, poco dopo la nascita di suo figlio, a una relazione adulterina con il giovane duca di Andria della famiglia dei Carafa, Fabrizio Carafa. Si dice che Gesualdo avesse appreso del tradimento dopo che glielo riferì uno dei suoi zii. La notte in cui Maria fu sorpresa con il suo amante, tra il 16 e il 17 ottobre 1590, è nota grazie a tre diverse testimonianze, le quali riepilogano tra l'altro la vicenda: si tratta dei resoconti delle indagini condotte dai giudici del Gran Tribunale del vicariato del Regno di Napoli, di una lettera di Silvia Albana, la domestica di Maria, e di quella di Pietro Malitiale, detto Bardotto, servo di Carlo (queste ultime due invero più complete di dettagli).
Secondo questo resoconto dei fatti:
Un'altra versione riferisce:
Questo resoconto è ritenuto da alcuni il più affidabile, oltre a figurare tra i più analizzati. Tuttavia, molti dettagli rimangono contraddittori; l'analisi dettagliata dei verbali ha portato Cecil Gray a dubitare della veridicità di alcuni elementi riportati, a cominciare dalla trappola tesa dal giovane principe, che annunciò la sua intenzione di andare a caccia, che sembra ripresa da una frase pronunciata dal sultano Shahriyār in Le mille e una notte, la famosa opera frutto di pura fantasia. Inoltre, dettaglio di non secondaria rilevanza, è plausibile ritenere che Carlo non uccise con le sue mani i due, ma che avesse assoldato qualche sicario che lo facesse per lui.

### Un delitto d'onore
Carlo fuggì subito dopo il misfatto da Napoli e si rifugiò a Venosa (Principato del padre) e non a Gesualdo (uno dei tanti feudi dello zio) nella provincia di Principato Ultra. Il processo venne archiviato il giorno dopo la sua apertura "per ordine del Viceré, stante la notorietà della causa giusta dalla quale fu mosso don Carlo Gesualdo, Principe di Venosa, ad ammazzare sua moglie e il duca d'Andria". I fatti emersi dalle deposizioni non lasciavano dubbi: Maria d'Avalos era l'amante di Fabrizio Carafa (cosa, del resto, da tempo risaputa da tutti, dallo stesso magistrato, dall'avvocato e dal viceré). L'intero regno di Napoli si appassionò a questa vicenda, così come la nobiltà romana dello Stato Pontificio. Se certi fatti e azioni sono corroborati da diverse testimonianze, come il fatto che Gesualdo abbia gridato ai suoi uomini "Uccideteli, uccidete questo vile e questa puttana! Corna alla famiglia Gesualdo?" prima di tornare da Maria gridando "Non deve essere ancora morta!" per causarle altre ferite nella zona dell'addome inferiore, altri elementi rientrerebbero nella pura finzione. È impossibile dire se i corpi degli innamorati siano stati gettati per strada, se fossero stati violentati da un monaco cappuccino, se fossero rimasti impiccati fino a quando la putrefazione dei corpi fosse diventata tale da rendere necessaria la sepoltura, al fine di evitare un'epidemia o se le salme siano state riconsegnate alle rispettive famiglie, "lavate dalle loro ferite, vestite di raso nero e velluto nero", che sembra più probabile secondo i documenti d'archivio dal XVII secolo.
La colpa di Maria d'Avalos appariva per il diritto del tempo indubbia: suo marito, godendo della facoltà di farlo, aveva agito al fine di vendicare il suo onore e quello della sua famiglia. Glenn Watkins osserva che era usanza degli ambienti spagnoli, dunque anche di Napoli, prodigarsi per uccidere la donna adultera e pure il suo amante, mentre, nel Nord Italia, la tradizione prevedeva solo la morte della moglie. I membri della famiglia Carafa criticavano in particolare Gesualdo per aver fatto ricorso alla servitù per trucidare il loro parente. Per questo, si comprende come una punizione così severa riservata agli amanti, anche se comunemente accettata all'epoca, spronò Carlo a rifugiarsi a Gesualdo, lontano dagli ambienti nobiliari e dalla famiglia delle vittime.

## Nella cultura di massa
Toccato da questa morte, così come dalla macchia che a quel punto caratterizzava la memoria di Maria, Tasso compose tre sonetti e un madrigale in cui magnifica la "colpa" dei due amanti colpevoli. Il tema divenne oggetto di studio "dando ai bravi pensatori ampio materiale per poetare", nelle parole di Tommaso Costo, uno studioso umanista dell'epoca. Si diffuse presto la leggenda secondo cui da allora, a Napoli, a palazzo di Sangro, fosse possibile vedere il suo fantasma.
La tragica morte di Maria d'Avalos ispirò il compositore Francesco d'Avalos, principe d'Avalos e suo lontano parente, a scrivere un'opera intitolata Maria di Venosa nel 1992.
Gesualdo - Morte per cinque voci (titolo originale: Gesualdo - Tod für fünf Stimmen), un docu-drama diretto da Werner Herzog per la ZDF nel 1995, rievoca la vita tormentata, la leggenda e l'opera visionaria del compositore in maniera più romanzata (mescolando le analisi di Alan Curtis e Gerald Place alle testimonianze degli attuali abitanti di Napoli, Gesualdo, e discendenti delle famiglie coinvolte nell'omicidio di Maria d'Avalos, tra cui il principe Francesco d'Avalos) che storicamente corretta o rigorosa. Maria viene descritta come "una donna molto fiera".

## Ascendenza
|                                             |                                         |                                                           | Genitori                                                |  |  | Nonni |  |  | Bisnonni                                 |  |  | Trisnonni                                 |  |
|                                             |                                         |                                                           |                                                         |  |  |       |  |  | Innico II d'Avalos, I marchese del Vasto |  |  | Innico I d'Avalos, conte di Monteodorisio |  |
|                                             |                                         |                                                           |                                                         |  |  |       |  |  | Innico II d'Avalos, I marchese del Vasto |  |  | Innico I d'Avalos, conte di Monteodorisio |  |
|                                             |                                         | Antonella d'Aquino, III marchesa di Pescara               |                                                         |  |  |       |  |  | Innico II d'Avalos, I marchese del Vasto |  |  |                                           |  |
| Alfonso III d'Avalos, II marchese del Vasto |                                         |                                                           |                                                         |  |  |       |  |  | Innico II d'Avalos, I marchese del Vasto |  |  |                                           |  |
|                                             |                                         | Laura Sanseverino                                         | Roberto Sanseverino, III principe di Salerno            |  |  |       |  |  |                                          |  |  |                                           |  |
|                                             |                                         | Laura Sanseverino                                         | Roberto Sanseverino, III principe di Salerno            |  |  |       |  |  |                                          |  |  |                                           |  |
|                                             |                                         | Laura Sanseverino                                         | Maria d'Aragona                                         |  |  |       |  |  |                                          |  |  |                                           |  |
| Carlo d'Avalos, principe di Montesarchio    |                                         | Laura Sanseverino                                         |                                                         |  |  |       |  |  |                                          |  |  |                                           |  |
|                                             |                                         | Ferdinando d'Aragona, duca di Montalto                    | Ferran I, re di Napoli                                  |  |  |       |  |  |                                          |  |  |                                           |  |
|                                             |                                         | Ferdinando d'Aragona, duca di Montalto                    | Ferran I, re di Napoli                                  |  |  |       |  |  |                                          |  |  |                                           |  |
|                                             |                                         | Ferdinando d'Aragona, duca di Montalto                    | …                                                       |  |  |       |  |  |                                          |  |  |                                           |  |
| Maria d'Aragona                             |                                         | Ferdinando d'Aragona, duca di Montalto                    |                                                         |  |  |       |  |  |                                          |  |  |                                           |  |
|                                             |                                         | Catalina Castellana de Cardona i de Requesens             | Ramon Folc III de Cardona i de Requesens, duca di Somma |  |  |       |  |  |                                          |  |  |                                           |  |
|                                             |                                         | Catalina Castellana de Cardona i de Requesens             | Ramon Folc III de Cardona i de Requesens, duca di Somma |  |  |       |  |  |                                          |  |  |                                           |  |
|                                             |                                         | Catalina Castellana de Cardona i de Requesens             | Isabel de Requesens i Enríquez, contessa di Palamós     |  |  |       |  |  |                                          |  |  |                                           |  |
| Maria d'Avalos, principessa di Venosa       |                                         | Catalina Castellana de Cardona i de Requesens             |                                                         |  |  |       |  |  |                                          |  |  |                                           |  |
|                                             | Fabrizio I Gesualdo, principe di Venosa | Luigi III Gesualdo, III conte di Conza                    |                                                         |  |  |       |  |  |                                          |  |  |                                           |  |
|                                             | Fabrizio I Gesualdo, principe di Venosa | Luigi III Gesualdo, III conte di Conza                    |                                                         |  |  |       |  |  |                                          |  |  |                                           |  |
|                                             | Fabrizio I Gesualdo, principe di Venosa | Giovanna Sanseverino                                      |                                                         |  |  |       |  |  |                                          |  |  |                                           |  |
| Luigi IV Gesualdo, principe di Venosa       | Fabrizio I Gesualdo, principe di Venosa |                                                           |                                                         |  |  |       |  |  |                                          |  |  |                                           |  |
|                                             |                                         | Sveva Caracciolo                                          | Troiano Caracciolo, II conte di Melfi                   |  |  |       |  |  |                                          |  |  |                                           |  |
|                                             |                                         | Sveva Caracciolo                                          | Troiano Caracciolo, II conte di Melfi                   |  |  |       |  |  |                                          |  |  |                                           |  |
|                                             |                                         | Sveva Caracciolo                                          | Ippolita Sanseverino                                    |  |  |       |  |  |                                          |  |  |                                           |  |
| Sveva Gesualdo, principessa di Venosa       |                                         | Sveva Caracciolo                                          |                                                         |  |  |       |  |  |                                          |  |  |                                           |  |
|                                             |                                         | Giacomo Alfonso Ferrillo, conte di Acerenza e Muro Lucano | Mazzeo Ferrillo, conte di Acerenza e Muro Lucano        |  |  |       |  |  |                                          |  |  |                                           |  |
|                                             |                                         | Giacomo Alfonso Ferrillo, conte di Acerenza e Muro Lucano | Mazzeo Ferrillo, conte di Acerenza e Muro Lucano        |  |  |       |  |  |                                          |  |  |                                           |  |
|                                             |                                         | Giacomo Alfonso Ferrillo, conte di Acerenza e Muro Lucano | Maria Anna Rossi                                        |  |  |       |  |  |                                          |  |  |                                           |  |
| Isabella Ferrillo                           |                                         | Giacomo Alfonso Ferrillo, conte di Acerenza e Muro Lucano |                                                         |  |  |       |  |  |                                          |  |  |                                           |  |
|                                             |                                         | Maria Balsha                                              | Gojko Balšić                                            |  |  |       |  |  |                                          |  |  |                                           |  |
|                                             |                                         | Maria Balsha                                              | Gojko Balšić                                            |  |  |       |  |  |                                          |  |  |                                           |  |
|                                             |                                         | Maria Balsha                                              | Komnina Arianiti                                        |  |  |       |  |  |                                          |  |  |                                           |  |
|                                             |                                         | Maria Balsha                                              |                                                         |  |  |       |  |  |                                          |  |  |                                           |  |